# Federación Panamericana de Hockey
La Federación Panamericana de Hockey es el organismo regulador del hockey sobre césped y hockey indoor a nivel continental. Compuesta por 26 miembros, está asociada a la Federación Internacional de Hockey y organiza distintas competencias para las selecciones nacionales del continente americano.

## Asociaciones miembros
| Selección            | Federación                                               |
| -------------------- | -------------------------------------------------------- |
| Argentina            | Confederación Argentina de Hockey                        |
| Bahamas              | Bahamas Hockey Association                               |
| Barbados             | Barbados Hockey Federation                               |
| Bermudas             | Bermuda Hockey Federation                                |
| Bolivia              | Federación Boliviana de Hockey Sobre Césped              |
| Brasil               | Confederação Brasileira de Hóquei sobre a Grama e Indoor |
| Canadá               | Field Hockey Canada                                      |
| Chile                | Federación Chilena de Hockey                             |
| Colombia             | Federación Colombiana de Hockey sobre Césped             |
| Costa Rica           | Federación Costarricense De Hockey                       |
| Cuba                 | Federación Cubana de Hockey                              |
| Ecuador              | Federación Ecuatoriana de Hockey sobre Césped y Sala     |
| El Salvador          | Asociación Salvadoreña de Hockey                         |
| Estados Unidos       | United States Field Hockey Association                   |
| Guatemala            | Asociación Deportiva Nacional de Hockey de Guatemala     |
| Guyana               | Guyana Hockey Board                                      |
| Islas Caimán         | Cayman Islands Hockey Federation                         |
| Haití                | Haitian Hockey Federation                                |
| Honduras             | Federación Hondureña de Hockey                           |
| Jamaica              | Jamaica Hockey Federation                                |
| México               | Federación Mexicana de Hockey                            |
| Nicaragua            | Federación Nicaragüense de Hockey sobre césped           |
| Panamá               | Asociación Panameña de Hockey                            |
| Paraguay             | Asociación Paraguaya de Hockey                           |
| Perú                 | Federación Deportiva Peruana de Hockey                   |
| Puerto Rico          | Federación Puertorriqueña de Hockey                      |
| República Dominicana | Federación Dominicana de Hockey                          |
| Trinidad y Tobago    | Trinidad and Tobago Hockey Board                         |
| Uruguay              | Federación Uruguaya de Hockey                            |
| Venezuela            | Federación Venezolana de Hockey                          |

## Competencias
- Juegos Panamericanos (Masculino) – desde 1967
- Juegos Panamericanos (Femenino) – desde 1987
- Copa Panamericana (Masculina) – desde 2000
- Copa Panamericana (Femenina) – desde 2001
- Campeonato Panamericano Junior (Masculino) – desde 1978
- Campeonato Panamericano Junior (Femenino) – desde 1988
- Campeonato Panamericano Juvenil  (Masculino) - desde 2010
- Campeonato Panamericano Juvenil  (Femenino) - desde 2010
- Campeonato Sudamericano (Masculino) – desde 2003
- Campeonato Sudamericano (Femenino) – desde 2003
- Juegos Suramericanos (Masculino) – desde 2006
- Juegos Suramericanos (Femenino) – desde 2006
- Juegos Bolivarianos (Masculino) – desde 2013
- Juegos Bolivarianos (Femenino) – desde 2013
- Challenge Panamericano (Masculino) - desde 2011
- Challenge Panamericano (Femenino) - desde 2011
- Juegos Centroamericanos y del Caribe (Masculino) – desde 1982 (México se cuenta como parte de América Central)
- Juegos Centroamericanos y del Caribe (Femenino) – desde 1986 (México se cuenta como parte de América Central)
- Copa Panamericana de Bajo Techo (Masculino) – desde 2002
- Copa Panamericana Bajo Techo (Femenina) – desde 2002
- Campeonato Centroamericano de Hockey5 (Masculino) – desde 2014
- Campeonato Centroamericano de Hockey5 (Femenina) – desde 2014